# چب مامی
چب مامی؛ (زادهٔ ۱۱ ژوئیهٔ ۱۹۶۶) یک موسیقی‌دان سرشناس اهل الجزایر است، که به ویژه برای اجراهای دونفره با خوانندگان بزرگ و تک آهنگ‌هایی پرفروش شهره است. وی در سال ۲۰۰۹ میلادی پس از ورود به کشور فرانسه به اتهام آدمربایی و وادارکردن معشوقهٔ پیشین خود به سقط جنین در فرودگاه پاریس دستگیر شده و به زندان افتاد.
چب مامی به دلیل همخوانی در ترانه رز کویری سال ۱۹۹۹ به همراه استینگ که توانست فروش خوبی از آن خود کند، شناخته می‌شود.